# Cochliomyia hominivorax
Cochliomyia hominivorax — вид двокрилих комах родини каліфорид (Calliphoridae). Поширений в Південній і Центральній Америці. Це паразитична муха, личинки якої поїдають живу тканину теплокровних тварин, включаючи людини. У той час як опариші багатьох видів мух їдять мертву плоть, опариші цього виду атакують здорові тканини.

## Поширення
Історично вид розповсюджувався в південних штатах США, Мексиці, Центральній Америці, в Південній Америці на південь до Уругваю та північної Аргентини, включаючи деякі карибські острови, такі як Куба, Тринідад, Гаїті, Ямайка і Тобаго. Завдяки різним програмам викорінення, вид винищили у США та Центральній Америці північніше Панамського перешийку.
Завдяки випуску стерильних комах у природу комаху вдалося винищити на Кюрасао у 1954 році, на південному сході США (1960), південному заході США (1966), Віргінських островах (1971—1972), Пуерто-Рико (1975), Мексиці (1972—1991), Гватемалі та Белізі (1988—1994), Сальвадорі (1991—1995), Гондурасі (1991—1995), Нікарагуа (1992—1999) та Коста-Риці (1995—2000). У 1998 році в Панамі були випущені перші стерильні мухи. Програма не мав успіху на Ямайці між 1999 і 2005 роками.
У 1988 році вид був завезений в Лівію і швидко поширився там. Технологію стерильних комах використали і там та сусідньому Тунісі. Щотижня випускали до 40 мільйонів стерильних самців. Останній випадок зараження тварин у Лівії датується квітнем 1991 року.

## Опис
Мухи завдовжки 8-10 мм. Забарвлення синьо-зелено-чорне з металевим відблиском. Колір голови та очей коливається від жовтого до помаранчево-червонуватого та коричневого. На верхній частині грудей є три темні поздовжні смуги. Вони мають пусчок чорних волосків на кліпеусі. Ці щетинки відрізняють їх від подібного виду Cochliomyia macellaria, у яких жовтуваті щетинки. У самців очі безпосередньо або майже безпосередньо прилягають одне до одного, у самиць очі чітко відокремлені. У самців також більші та вужчі крила.
Личинки конусоподібної форми з вузьким кінцем, що має мандибулу смоктального типу. Личинки третього віку мають розмір від 6 до 17 мм (в середньому 15 мм), діаметром від 1,1 до 3,6 мм. Молоді личинки кремово-білого кольору. У дорослих личинок з'являється червонувато-рожева шкіра. По всьому тілу розташовані кільця щетинок, які служать, щоб утримати положення личинки в тканині. Колючки можуть закінчуватися одним або двома загостреними кінцями і сягаю в середньому 130 мкм завдовжки. Вони відрізняються від інших личинок мух головним чином своєю темною унікальною трахеєю. Їх можна впізнати також за чорними смугами вздовж тіла від дванадцятого до дев'ятого сегмента. На широкому кінці личинка має два отвори для дихання, які розділені на дві щілини на другій стадії та три щілини на третій стадії.

## Спосіб життя
Cochliomyia hominivorax воліє жити у вологих тінистих місцевостях покритих деревами, тінистих. Відкритої та сухої місцевості без рослинності уникає. Оптимальні температури для розвитку коливаються від 20 до 30 °C. Вид не переживає морозів. Самиці відкладають 250—500 яєць у ранах теплокровних тварин, включаючи людей. Личинки вилуплюються і зариваються в навколишню тканину. Якщо рану турбувати протягом цього часу, личинки закопуються або «вкручуються» глибше в тканину. Личинки здатні спричинити важке пошкодження тканин або навіть смерть господаря. Приблизно через три-сім днів після вилуплення личинки падають на землю для заляльковування. Лялечки досягають стадії імаго приблизно через сім днів. Самиці спаровуються через чотири-п'ять днів після вилуплення. Весь життєвий цикл становить близько 20 днів. За своє життя самиця може відкласти до 3000 яєць і пролетіти до 200 км.